# Libnotes (Afrolimonia) plutonis
Libnotes (Afrolimonia) plutonis is een tweevleugelige uit de familie steltmuggen (Limoniidae). De soort komt voor in het Palearctisch gebied.